# بروک این در اوبرفالتس
بروک این در اوبرفالتس (به آلمانی: Bruck in der Oberpfalz) یک شهر در آلمان است که در بایرن واقع شده‌است.

## خصوصیات
بروک این در اوبرفالتس ۳۳٫۰۹ کیلومترمربع مساحت دارد ۳۶۸ متر بالاتر از سطح دریا واقع شده‌است.